# Neapoli-Sikies
Neapoli-Sikies (gr. Δήμος Νεάπολης-Συκεών, Dimos Neapolis-Sikeon) – gmina w Grecji, w administracji zdecentralizowanej Macedonia-Tracja, w regionie Macedonia Środkowa, w jednostce regionalnej Saloniki. W 2011 roku liczyła 84 741 mieszkańców. Powstała 1 stycznia 2011 roku w wyniku połączenia dotychczasowych gmin: Sikies, Ajos Pawlos, Neapoli i Lefka. Siedzibą gminy jest Sikies.